# Szoloveckij kő
A Szoloveckij kő a Szovjetunió-beli politikai megtorlások áldozatainak emlékműve Moszkva egyik forgalmas pontján, a Lubjanka téren. Az emlékművet a Memorial Társaság a Moszkvai Városi Tanács hozzájárulásával állította fel a Szovjetunió „végnapjaiban”, 1990. október 30-án. Ez volt az első ilyen céllal létesített emlékmű Oroszországban.

## Története
Október 30-át azért választották, mert 1974-ben ezen a napon a mordvinföldi és a Permi területi Gulag lágerek politikai foglyai tiltakozásul éhségsztrájkot kezdtek. A további években a „politikai foglyok napján” az egynapos éhségsztrájk megismétlődött, és az 1980-as évek végén már Moszkvában és néhány nagy városban is szerveződtek tüntetések. Később október 30-át hivatalosan a Szovjetunió-beli politikai megtorlások áldozatainak emléknapjává nyilvánították (День памяти жертв политических репрессий в СССР).

## Jelképes elhelyezése

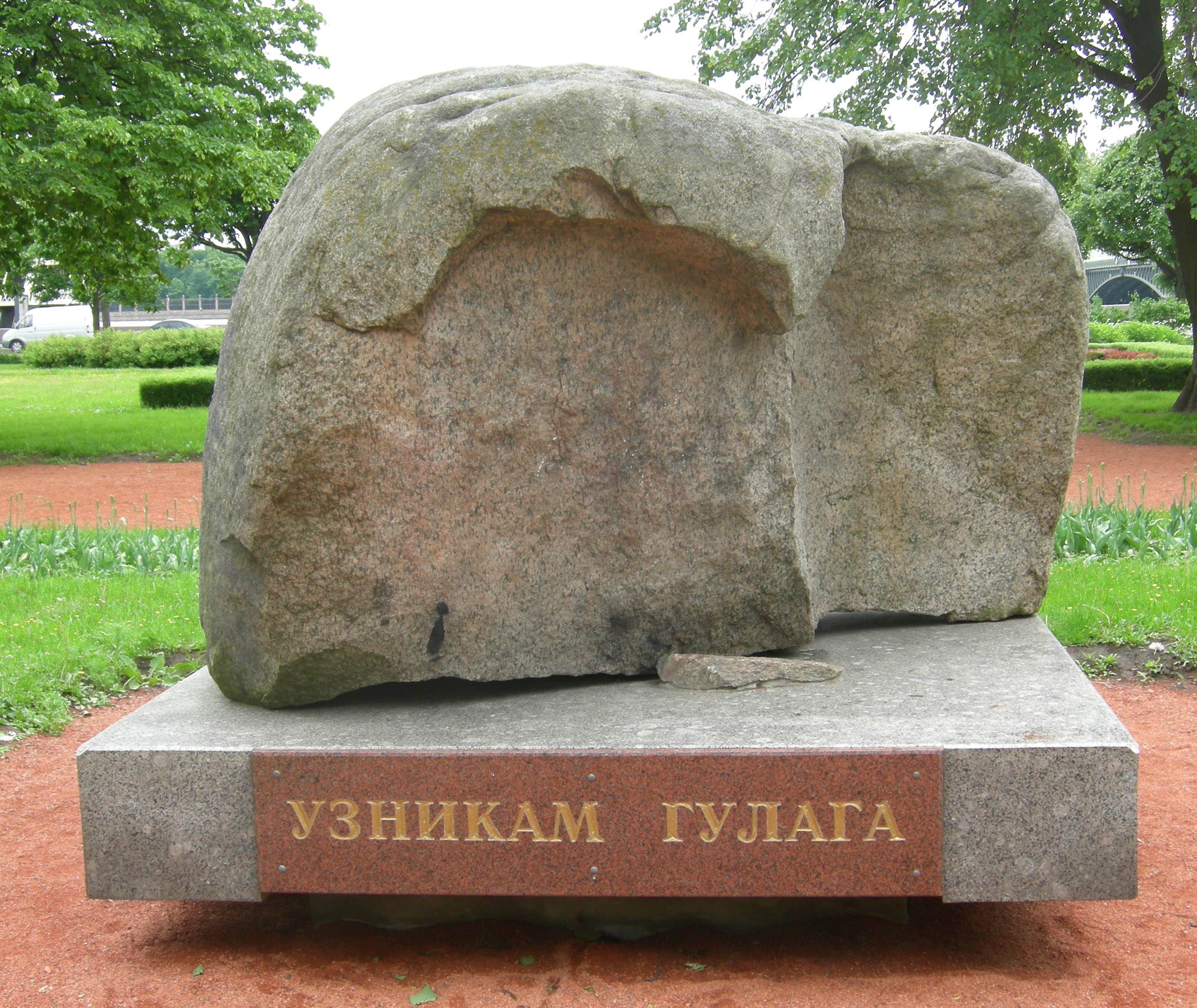
A Szoloveckij kő Szentpétervárott

Az emlékmű anyaga és elnevezése jelképes. Az alacsony talapzatra helyezett egyszerű gránittömböt az északi Szoloveckij-szigeteken létesített egykori hírhedt szovjet kényszermunka-tábor területéről szállították Moszkvába (Arhangelszkig hajón, majd onnan vasúton). A helyet sem véletlenszerűen választották ki: a Lubjanka téren van ugyanis az állambiztonsági szervezet – az NKVD, később a KGB – központi épülete. Egykor ott készültek a hazaárulással és egyebekkel ártatlanul megvádolt személyek tömeges letartóztatását, gyakran kivégzését is elrendelő dokumentumok.  
Az emlékművet 1990-ben az akkor még állt Dzerzsinszkij-emlékmű mellett helyezték el, aminek ugyancsak szimbolikus jelentése volt. Dzerzsinszkij emlékművét hamarosan eltávolították a térről, a Szoloveckij kő pedig 1990 óta a helyén áll, több alkalommal társadalmi és/vagy ellenzéki megmozdulások helyszíne volt. 2007 óta minden évben ott tartják a Memorial Társaság által szervezett Vozvrascsenyije imjon ('nevek visszatérése' vagy 'nevek visszaadása') elnevezésű megemlékezést. A talapzat felirata:
Ezt a követ a Szoloveckij Különleges Rendeltetésű Tábor területéről a Memorial Társaság hozatta ide és állította fel a totalitárius rezsim áldozatai millióinak emlékére. 1990. október 30. A politikai fogoly napja a Szovjetunióban.
2002. szeptember 4-én a Memorial Társaság Szentpétervárott is állított Szoloveckij kő elnevezésű emlékművet. Annak gránittömbje is az egykori Gulag-tábor területéről származik. Talapzatának feliratai között olvasható Anna Ahmatova Rekviem című poémájának egyik sora: „Хотелось бы всех поименно назвать…” („Jó lenne mindüket nevén neveznem…”).